# Molophilus dizygus
Molophilus dizygus är en tvåvingeart som beskrevs av Alexander 1962. Molophilus dizygus ingår i släktet Molophilus och familjen småharkrankar.
Artens utbredningsområde är Bolivia. Inga underarter finns listade i Catalogue of Life.